# Los favoritos de Midas
Los favoritos de Midas es una miniserie española de televisión, original de Netflix, estrenada el 13 de noviembre de 2020 en 190 países del mundo. La serie narra la vida de un empresario que recibe el aviso de un grupo llamado  "Los Favoritos de Midas" en el que piden que haga lo que ellos le indican, o por el contrario comenzará a morir población civil al azar. 
Creada por Mateo Gil, está basada en el relato corto «The Minions of Midas» de Jack London. La serie está protagonizada por Luis Tosar, Marta Belmonte y Willy Toledo, entre otros.

## Sinopsis
Víctor Genovés, el heredero de una gran compañía de comunicación (Grupo Malvar), recibe una carta amenazante de un grupo que se hace llamar "Los Favoritos de Midas" en la que se le reclama que venda acciones de la empresa por valor de 50 millones de euros y se los abone al grupo, de no hacerlo una persona al azar moriría a la hora que indicase la carta.

## Trama
La serie narra la historia de un empresario, Víctor Genovés, que tras publicar un caso mediático de corrupción es chantajeado mediante cartas  en la que se le reclama que venda acciones de la empresa, o por el contrario morirá población civil al azar en la hora y lugar exacta que le dice la misiva. El grupo de "Los Favoritos de Midas" no tiene intención en hacer daño a Genovés, e incluso le ofrecen su apoyo y protección en algunas ocasiones donde el empresario se encuentra acorralado.
Víctor Genovés acude a la Policía, pero las muertes son inevitables y los "Favoritos de Midas" siempre van un paso por delante. La Policía no es su única aliada en esta batalla, ya que una periodista le trata de ayudar a desenmascarar el grupo. En esta historia también tiene presencia María José, una vieja amiga de Víctor Genovés que también es empresaria (dueña de DOPA plataforma) que ha regresado a España para comenzar la implantación en el país de su empresa y que pretende ayudarle.
Esta historia es la de una España distópica en la que las élites lo intentan controlar todo sin importar lo que haya que hacer para conseguir sus objetivos y donde al empresario se le plantean dos caminos: Ser honrado y perderlo todo o parecerse cada vez más a sus antagonistas que aparentemente tanto detesta.

## Reparto

### Reparto principal
- Luis Tosar – Víctor Genovés Neira
- Marta Belmonte – Mónica Báez Alberdi
- Willy Toledo – Inspector Alfredo Conte
- Carlos Blanco – Luis Cervera
- Marta Milans – María José "José" Alva (Episodio 1 - Episodio 2; Episodio 4 - Episodio 6)

### Reparto secundario
- Goize Blanco – Natalia García
- Elena Irureta – Teresa Jiménez (Episodio 1 - Episodio 2; Episodio 4; Episodio 6)
- Bea Segura – Laura (Episodio 1 - Episodio 2; Episodio 5 - Episodio 6)
- Jorge Andreu – Marcos
- Daniel Holguín – Raúl Núñez
- Adolfo Fernández – Mauro (Episodio 1 - Episodio 2; Episodio 4 - Episodio 6)
- Fernando Barona – Diego Rocal (Episodio 1 - Episodio 3)
- Juan Blanco – Daniel Rodríguez (Episodio 1 - Episodio 3; Episodio 5 - Episodio 6)
- Ahmed Boulane – Said Alfaad (Episodio 1; Episodio 3)
- Pepe Ocio – Javier Ruiz Gómez-Luján (Episodio 1; Episodio 4 - Episodio 6)
- Vito Sanz – Tucho (Episodio 1 - Episodio 5)
- Álex Casanovas – Enrique Wilson Malvar (Episodio 2 - Episodio 3; Episodio 6)
- Ana Gracia – Pilar Robles (Episodio 2 - Episodio 3; Episodio 5 - Episodio 6)
- Laia Manzanares – Álex (Episodio 4)

con la colaboración de
- Adelfa Calvo – Gloria (Episodio 1; Episodio 3; Episodio 5)
- Miguel Ángel Solá – Sabino Rojas Bustos (Episodio 2 - Episodio 3; Episodio 5 - Episodio 6)
- Joaquín Climent – Comisario (Episodio 3; Episodio 5)
- Carmelo Gómez – Gerardo Pinzón (Episodio 5)

## Capítulos
| N.º | Título   | Dirigido por | Escrito por               | Fecha de lanzamiento original |
| --- | -------- | ------------ | ------------------------- | ----------------------------- |
| 1   | «Dilema» | Mateo Gil    | Mateo Gil y Miguel Barros | 13 de noviembre de 2020       |
| 2   | «Azar»   | Mateo Gil    | Mateo Gil y Miguel Barros | 13 de noviembre de 2020       |
| 3   | «Culpa»  | Mateo Gil    | Mateo Gil y Miguel Barros | 13 de noviembre de 2020       |
| 4   | «Grieta» | Mateo Gil    | Mateo Gil y Miguel Barros | 13 de noviembre de 2020       |
| 5   | «Salida» | Mateo Gil    | Mateo Gil y Miguel Barros | 13 de noviembre de 2020       |
| 6   | «Lucha»  | Mateo Gil    | Mateo Gil y Miguel Barros | 13 de noviembre de 2020       |